# Mecklenburger Kapellenweg
Der Mecklenburger Kapellenweg ist ein Pilgerpfad, der acht alte Andachtsorte aus dem 13. Jahrhundert in der Mecklenburgischen Schweiz auf einer Länge von ca. 32 km miteinander verbindet.

## Geschichte
Anlässlich der 500-Jahr-Feier zur Reformation im Jahr 2017 wurde die erste Station des Pilgerpfades eingeweiht. Insgesamt sind acht Andachtsplätze entstanden, davon sieben unter freiem Himmel. Die meisten Kapellen wurden im Dreißigjährigen Krieg zerstört oder ab 1755 den wirtschaftlichen Interessen der Gutsbesitzer geopfert.
Die Andachtsorte wurden mit Hilfe bürgerschaftlichen Engagements der Anwohner, Spenden und Fördermitteln durch Feldsteinmauern und Sitzbänke wieder erlebbar gemacht. Die genauen Standorte der Kapellen wurden anhand der ältesten Dorf- und Flurkarten ermittelt. Auf jeweils sieben 2,20 Meter hohen Eichenholz-Kreuzen ist eine ovale Bronzeplatte der Künstlerin Kathrin Wetzel angebracht. Die Reliefs enthalten jeweils einen Bibelspruch, eine Frau als Seelenfigur des Platzes sowie eine inspirierende, an den Betrachter gerichtete Frage. Initiative und Konzept des Projekts stammen von Pastor i. R. Eckart Hübener. Die Orte sind zu Fuß, mit dem Fahrrad, Pferd oder Auto erreichbar.
Anliegen des Projektes sind es u. a., die Wiederentdeckung und Erlebbarkeit regionaler Geschichte sowie spirituelle Erfahrungen für den Pilger und Besucher zu ermöglichen. 2018 wurde das Projekt als eines von drei Preisträgern durch den ANDERE ZEITEN-Missionspreis und 2019 mit dem Seenplatte-Tourismuspreis ausgezeichnet.

## Andachtsorte

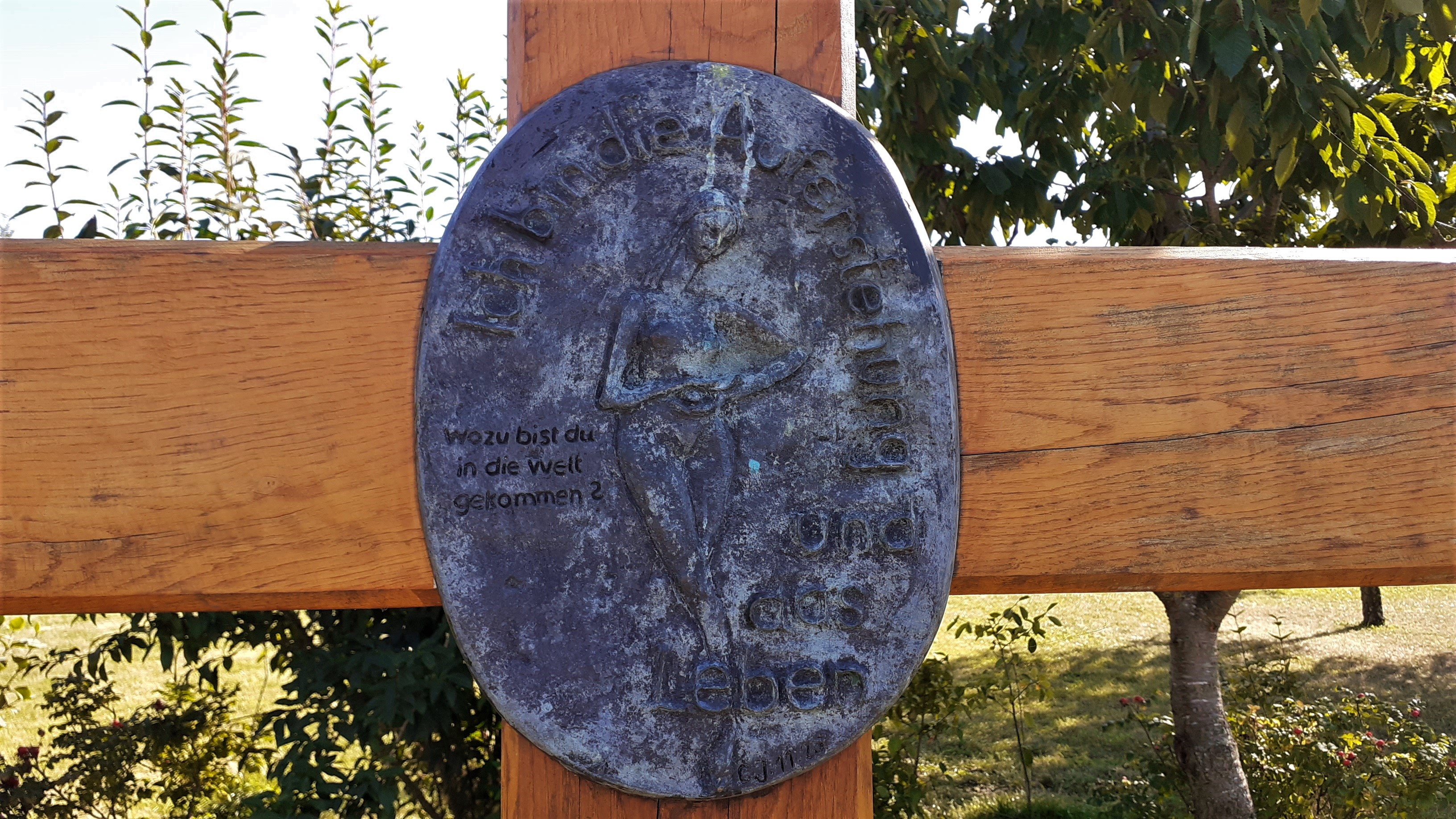
Bronzeplakette Andachtsort Hinrichshagen

- Domherrenhagen (Moltzow), Wüste Kirche St. Nikolai
- Moltzow, Kapelle St. Florian
- Kapelle Sagel
- Lupendorf, Kapelle S. Mariae Virginis
- Hinrichshagen, S. Mariae Magdalena
- Tressow, Kapelle St. Jakobius
- Langwitz, Kapelle St. Johann Baptist
- Gessin, Dorfkirche Gessin

## Bilder der Andachtsorte und der Wegstrecke

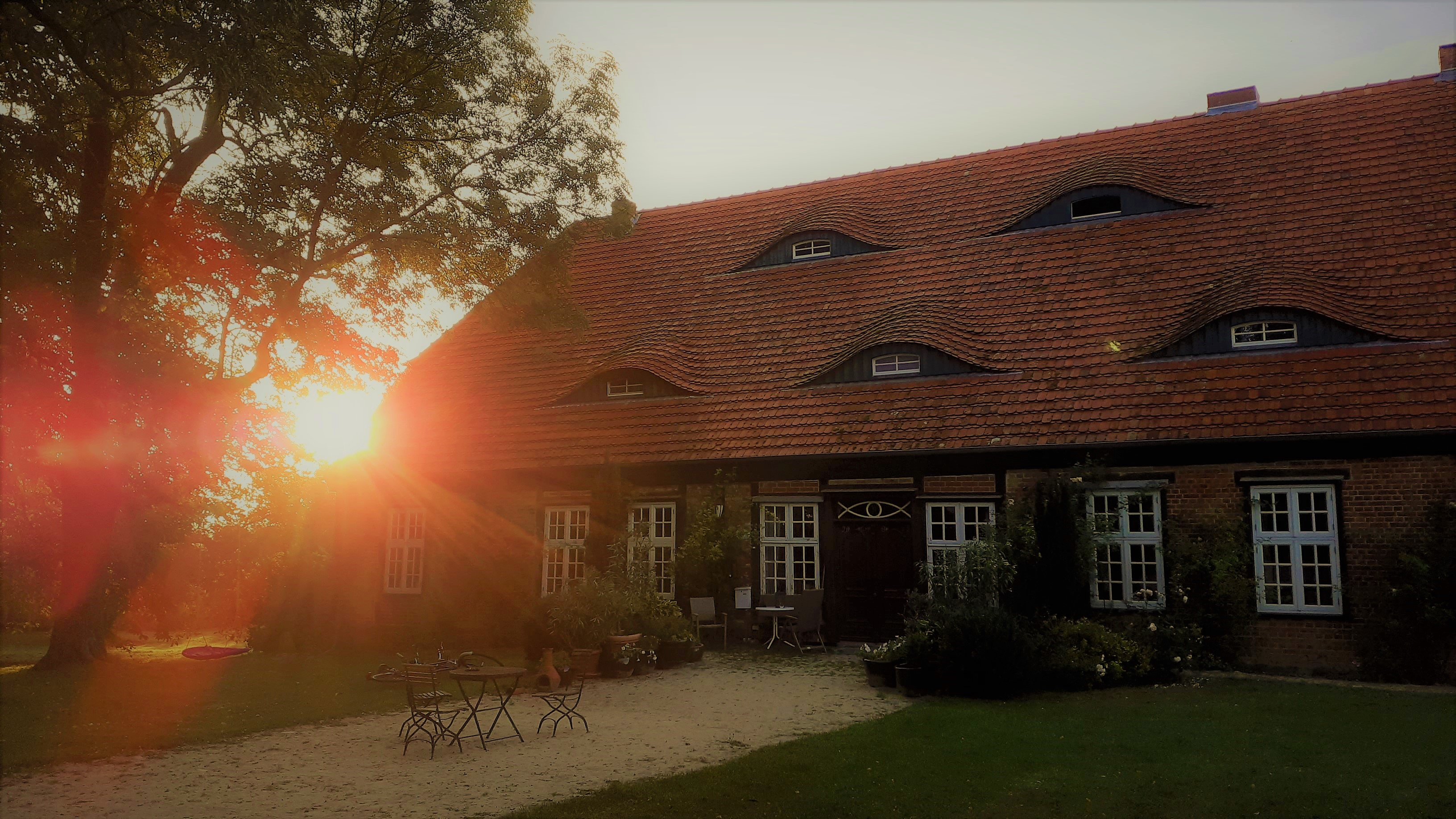
Alter Pfarrhof Rambow
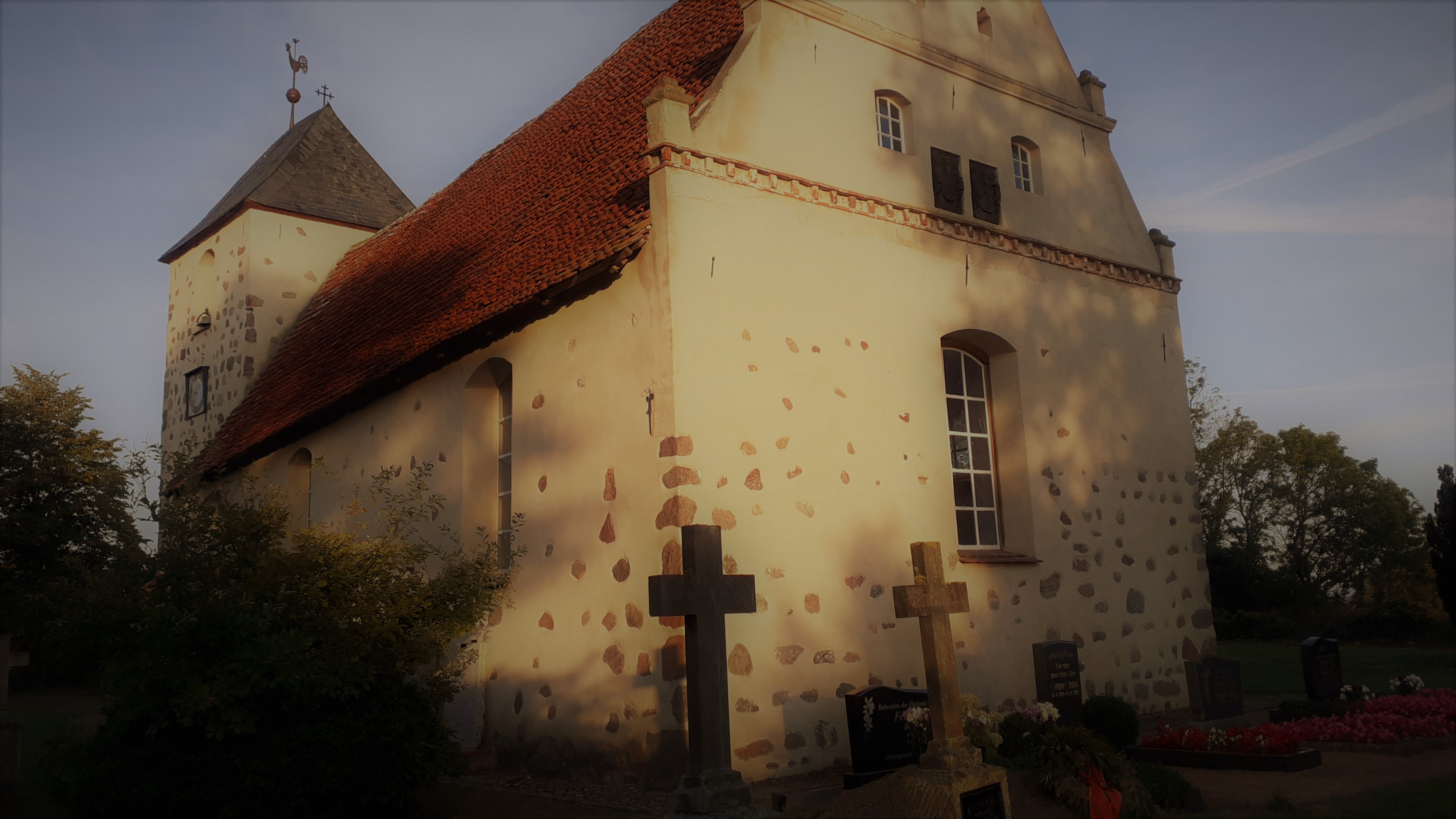
Dorfkirche Rambow
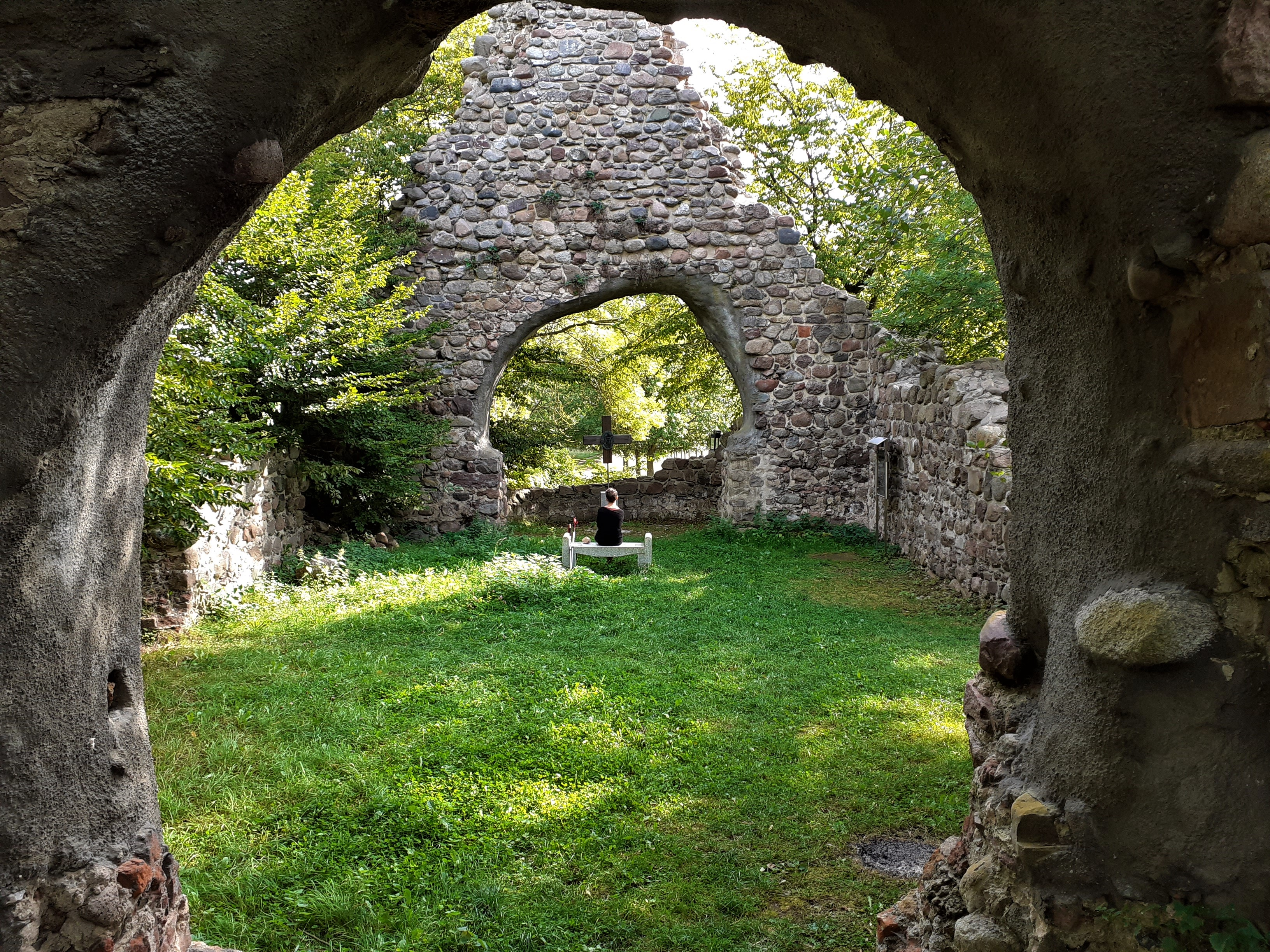
Wüste Kirche Domherrenhagen
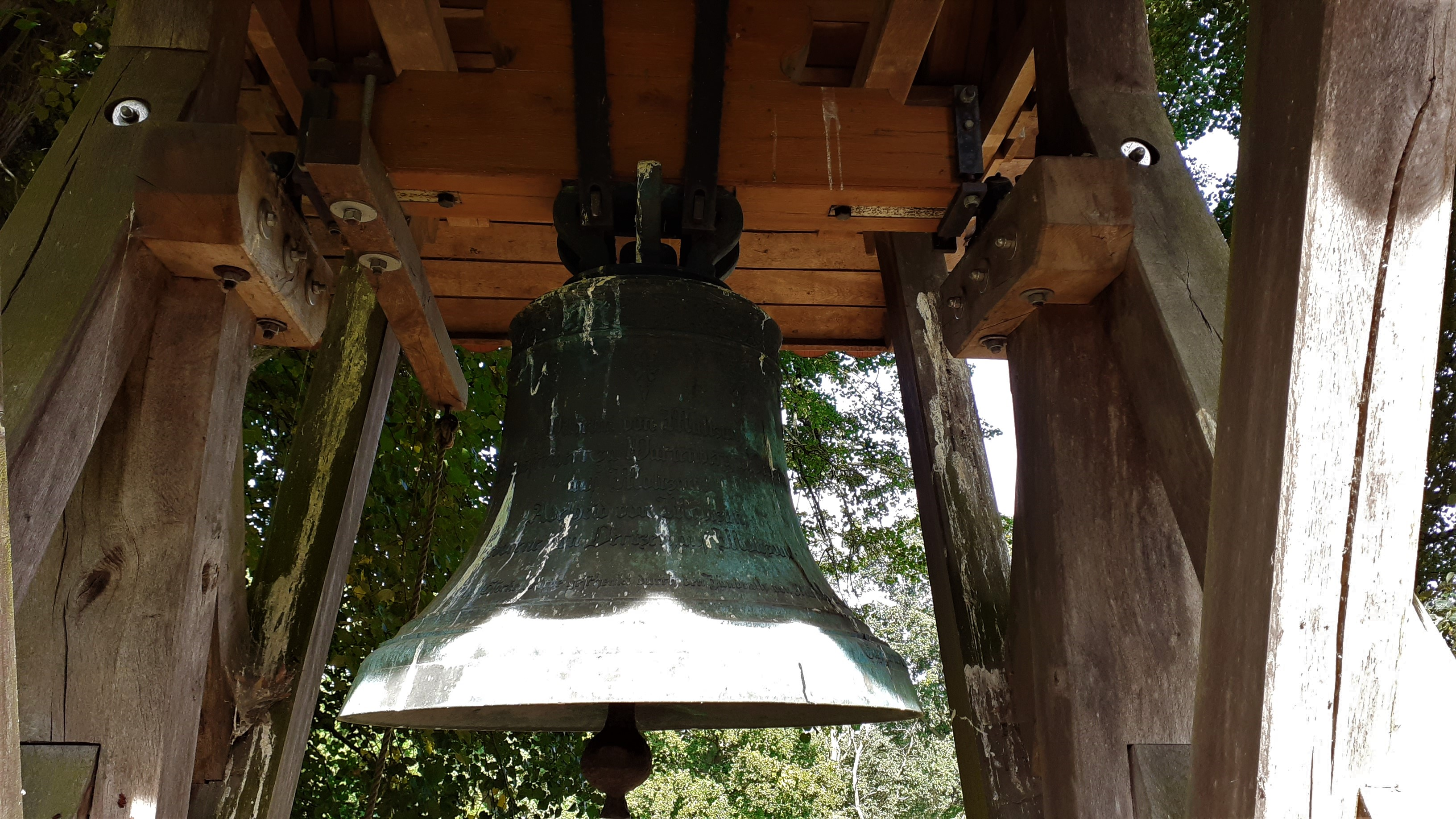
Glocke Friedhof Moltzow
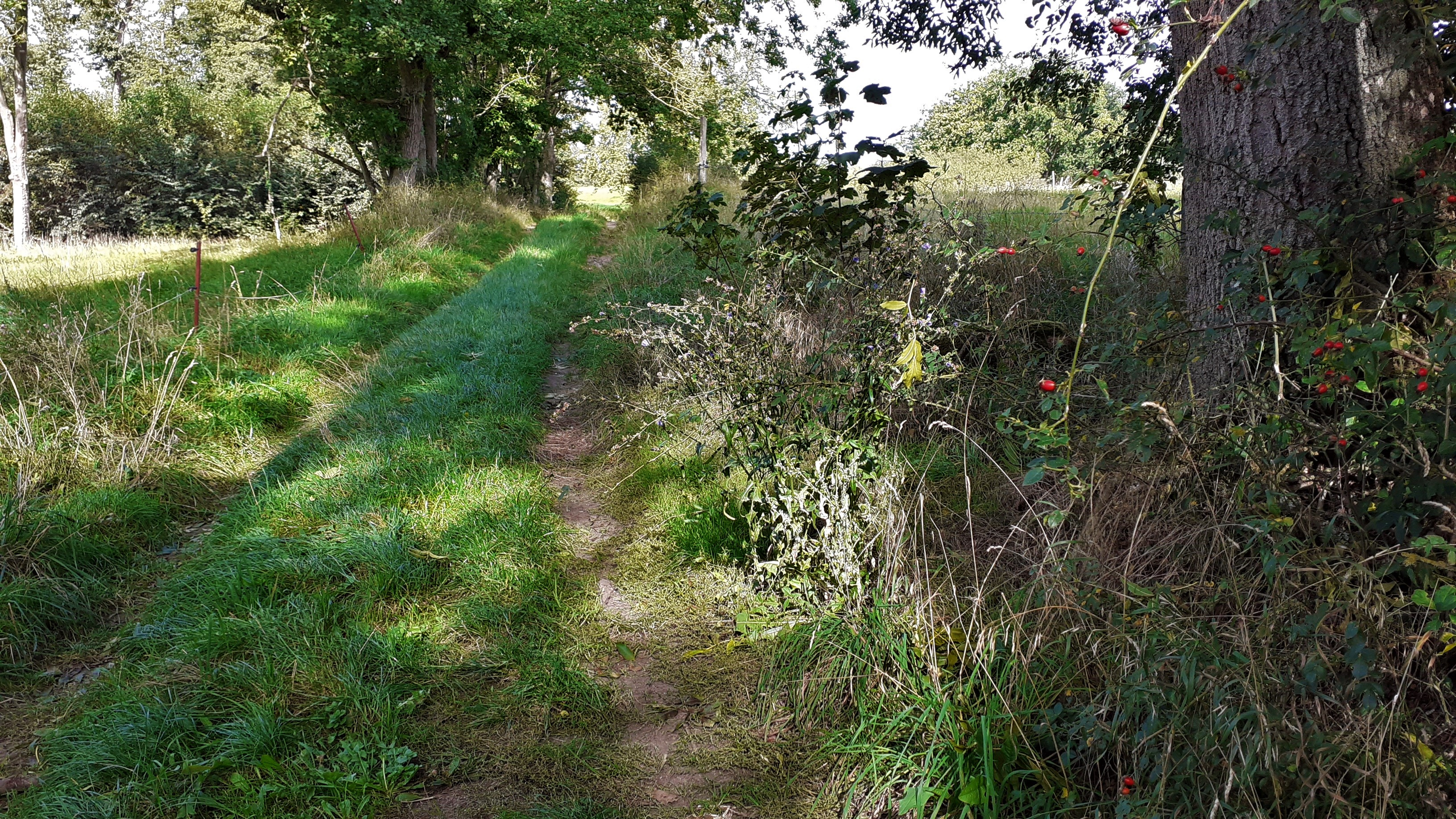
Alte Plauer Landstraße Richtung Sagel
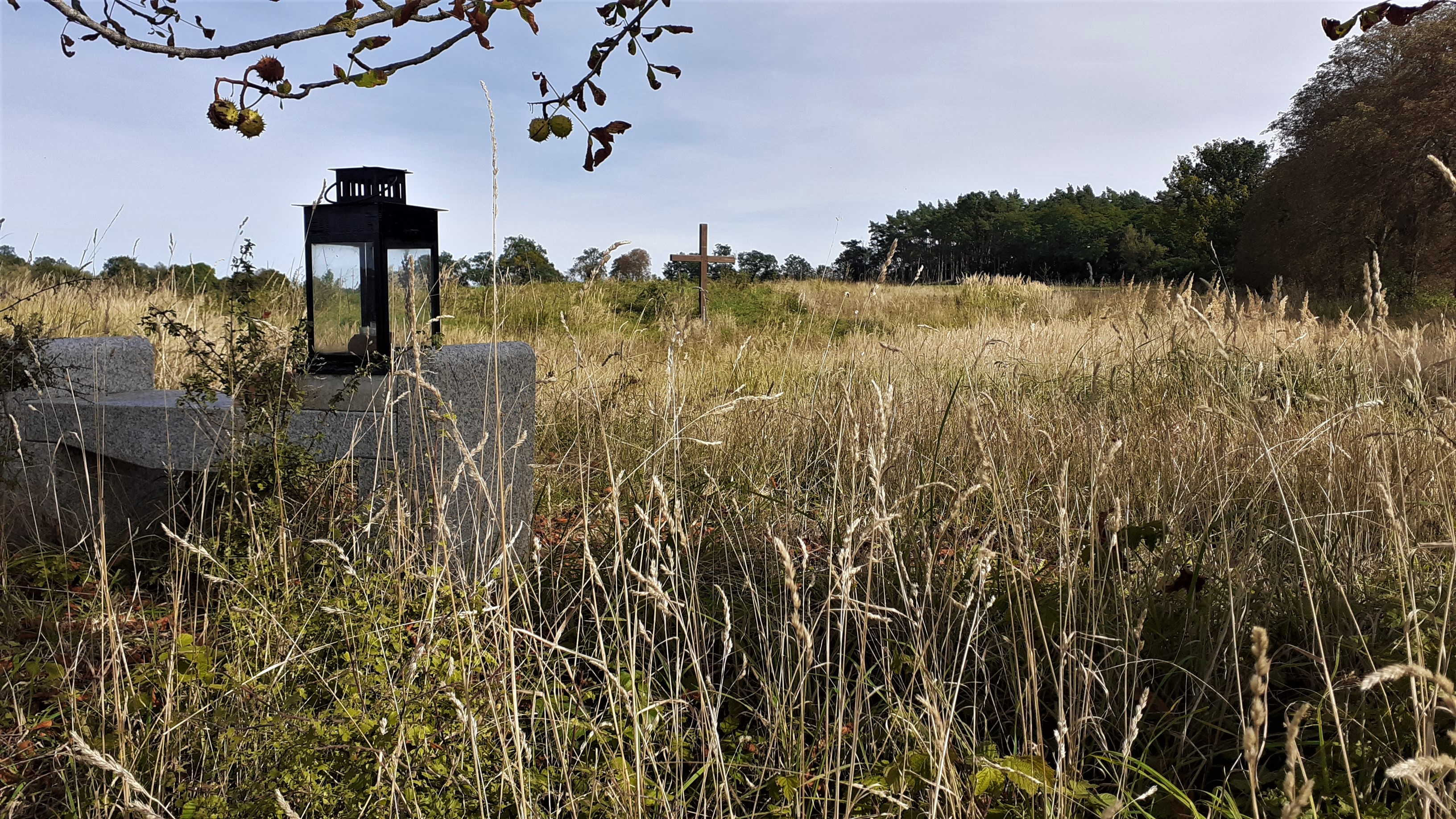
Andachtsort Sagel
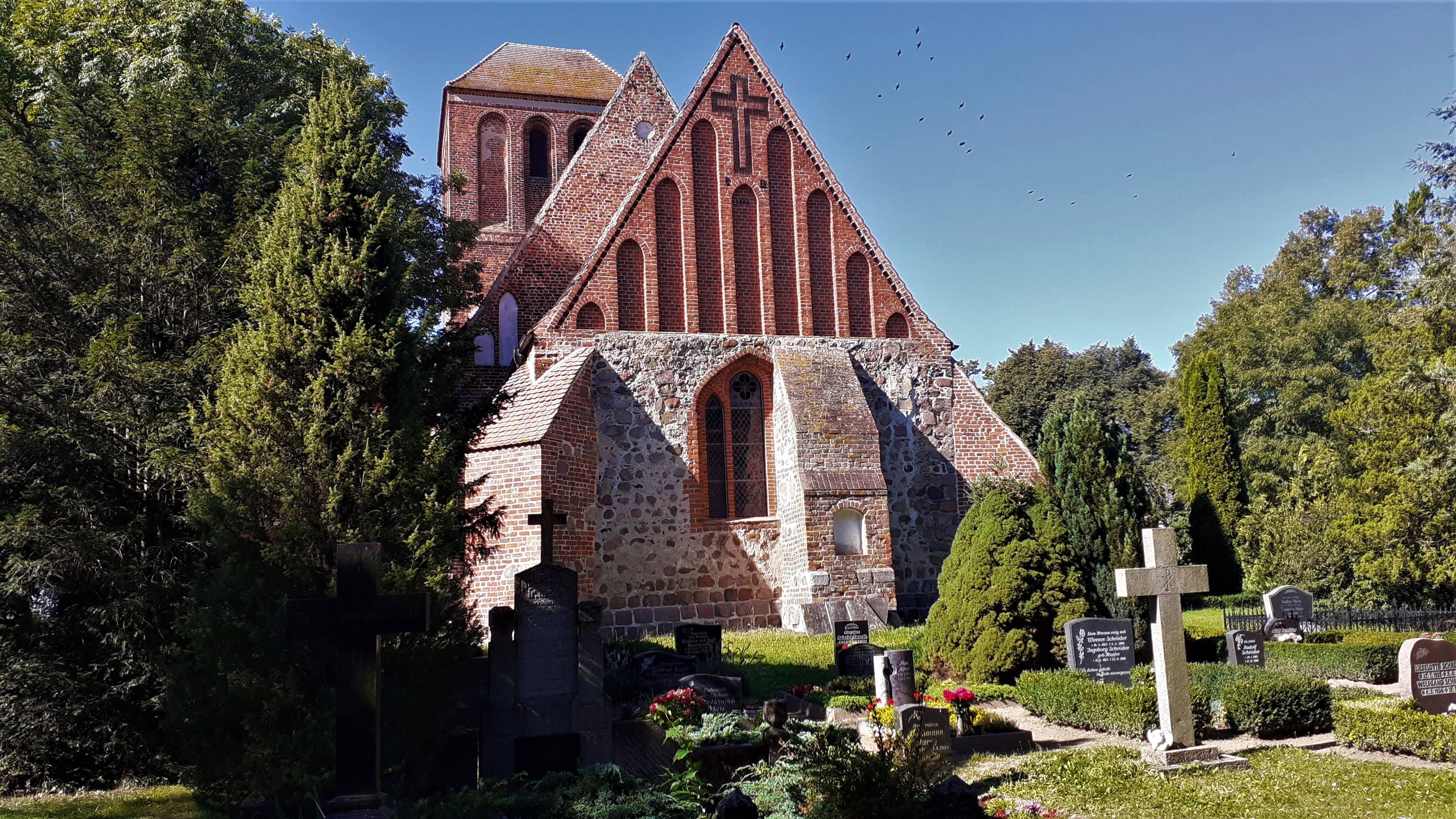
Dorfkirche Schwinkendorf
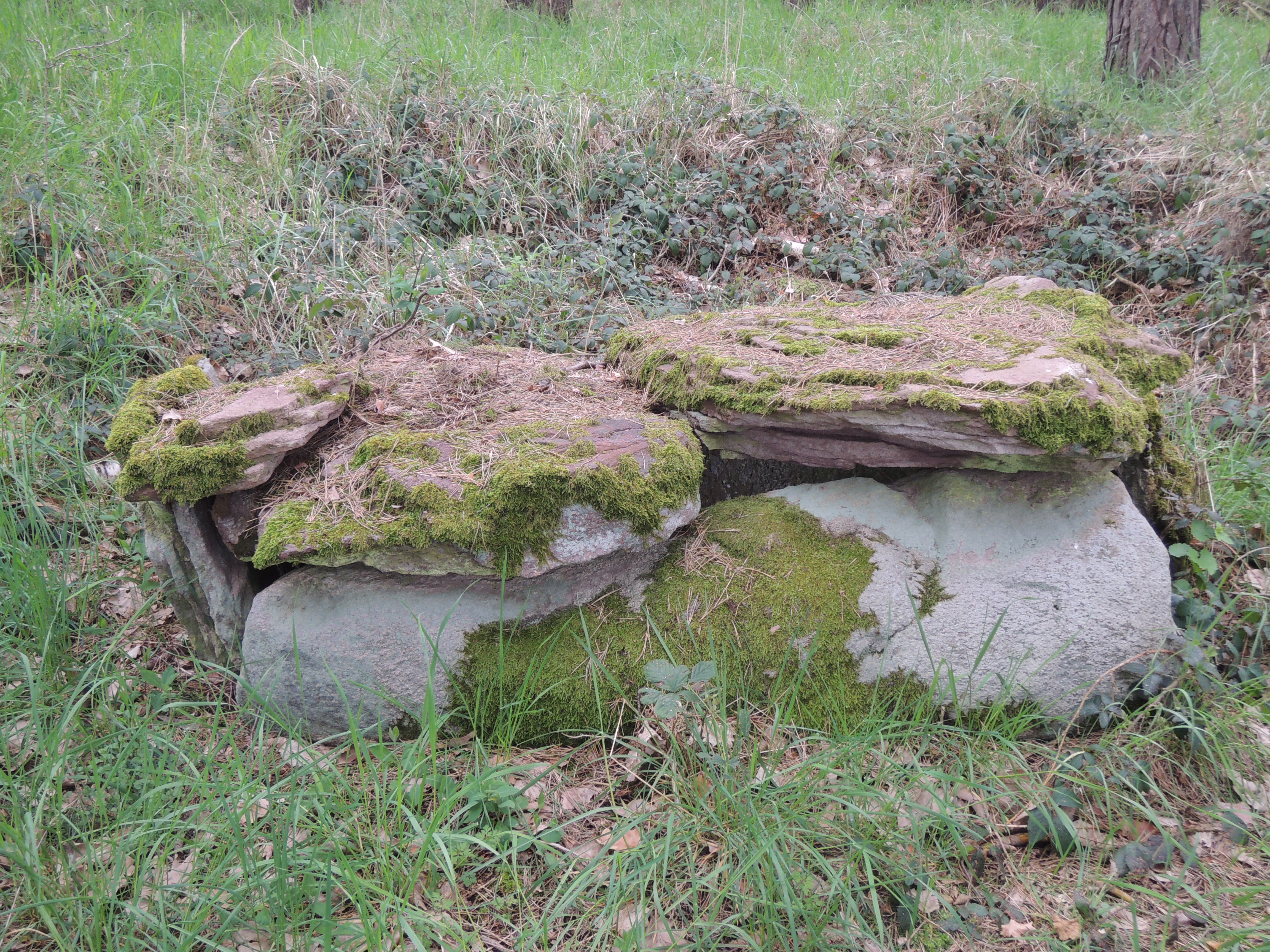
Steinkiste von Langwitz
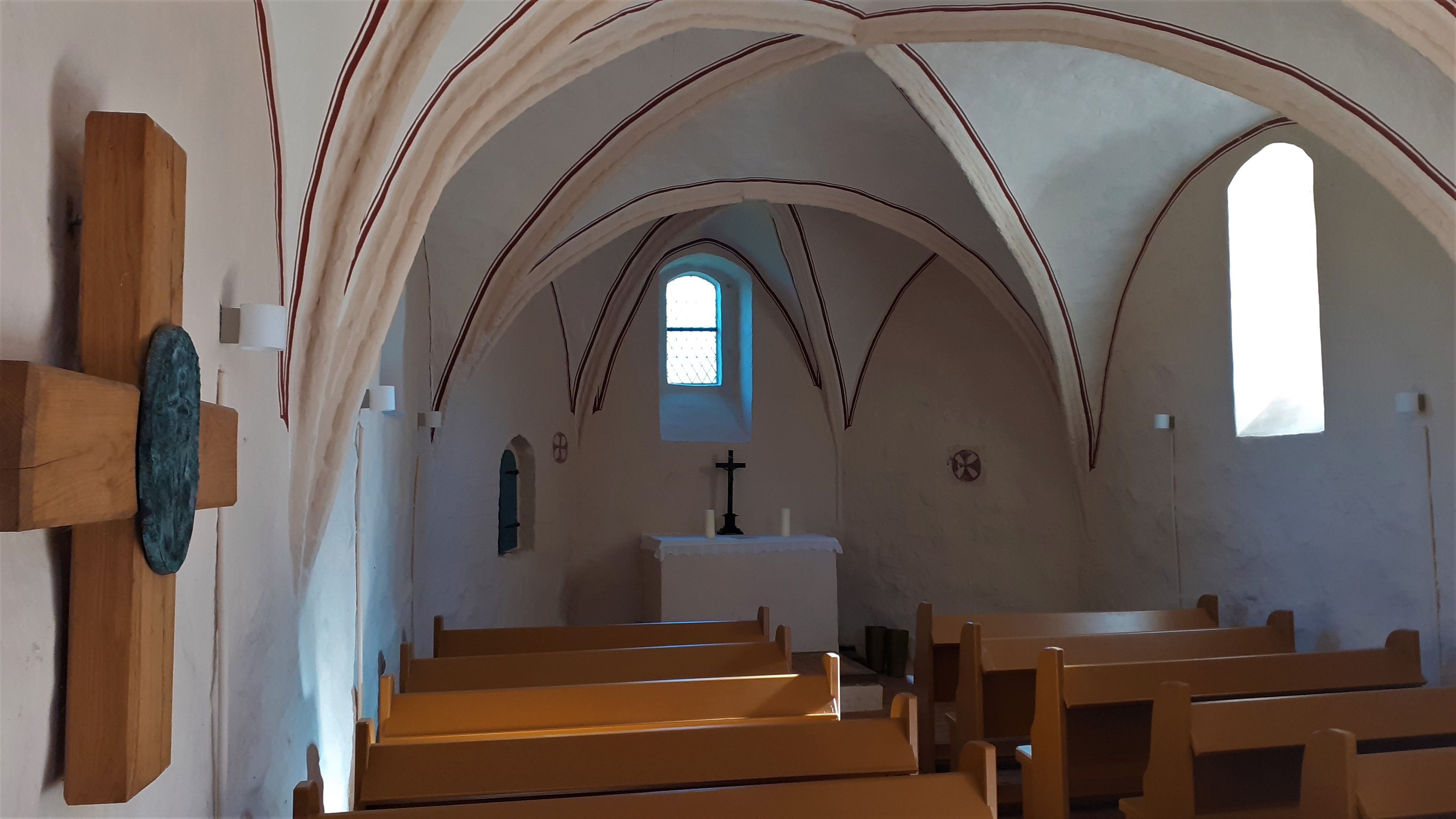
Dorfkirche Gessin